# Обречени да умрат
„Обречени да умрат“ (на английски: The Virgin Suicides) е американски филм от 1999 година на режисьорката София Копола по неин собствен сценарий, базиран на романа „Непорочните самоубийства“ (1993) от Джефри Юдженидис.
В центъра на сюжета е масовото самоубийство на петте дъщери, възпитавани в особено строго семейство, в предградие на Детройт в средата на 70-те години. Главните роли се изпълняват от Кирстен Дънст, Джеймс Уудс, Джош Хартнет, Катлийн Търнър.